# Матченко Ніна Сергіївна
Ніна Сергіївна Матченко (1921, село Костянтинівка, тепер Пологівського району Запорізької області — ?) — українська радянська діячка, машиніст паровозного депо станції Пологи Запорізької області. Депутат Верховної Ради УРСР 2-го скликання.

## Біографія
Народилася у селянській родині. Закінчила семирічну сільську школу. У 1937 році вступила до комсомолу.
Потім навчалася у школі фабрично-заводського навчання у місті Пологах, де здобула фах слюсаря-паровозника. Закінчила курси помічників машиністів паровозів у Дніпропетровську.
Трудову діяльність розпочала кочегаром на паровозі. Потім працювала помічником машиніста паровозного депо станції Пологи Сталінської залізниці Запорізької області.
Під час німецько-радянської війни перебувала в евакуації, працювала машиністом на залізниці, підвозила ешелони із боєприпасами до лінії фронту.
Член ВКП(б).
З 1945 року — машиніст паровозного депо станції Пологи Сталінської залізниці Запорізької області.

## Нагороди
- ордени
- медалі